# Kennington (Londen)
Kennington is een wijk in het Londense bestuurlijke gebied Lambeth, in de regio Groot-Londen.
In de wijk is The Oval, een cricketstadion dat in 1845 is aangelegd en waar in 1868 de eerste internationale cricketwedstrijd op Engelse bodem werd gespeeld en in 1880 het eerste test-cricket in Engeland plaatsvond. In het verleden werd deze ook de Kennington Oval genoemd.
In Kennington staat tevens het hoofdgebouw van het Imperial War Museum.

## Bekende inwoners

### Geboren
- Bernard Montgomery (1887-1976), generaal en veldmaarschalk
- E. Nesbit (1858-1924), kinderboekenschrijfster

## Andere bekende inwoners
- William Blake (1757-1827), schrijver en kunstenaar
- William Bligh (1754-1817), kapitein van de Bounty
- William Booth (1829-1912), stichter van het Leger des Heils
- James Callaghan (1912-2005), premier
- Charlie Chaplin (1889-1977), acteur en komiek
- Karen Gillan (1987), acteur
- Vincent van Gogh (1853-1890), kunstschilder
- William Hogarth (1697-1764), kunstschilder
- Rory Kinnear (1978), acteur
- Don Letts (1956), regisseur, diskjockey en muziekproducent
- Samuel Prout (1783-1852), kunstschilder
- David Ricardo (1772-1823), econoom
- Kevin Spacey (1959), acteur
- Florence Welch (1986), zangeres van Florence and the Machine

## Afbeeldingen

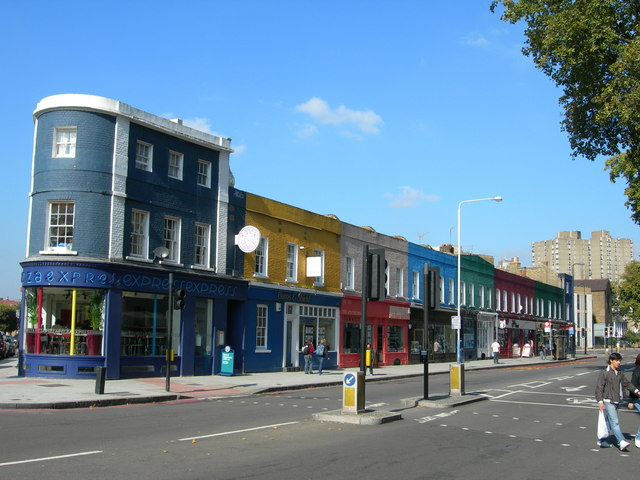
Winkels nabij Kennington Cross, de kruising van Kennington Road en Kennington Lane
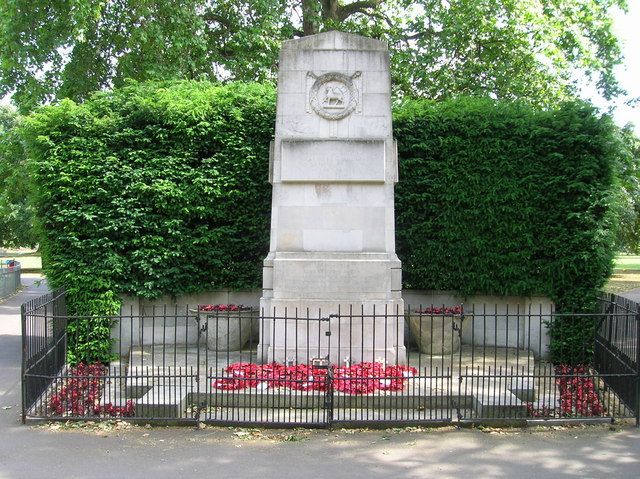
Eerste Wereldoorlogmonument in Kennington Park
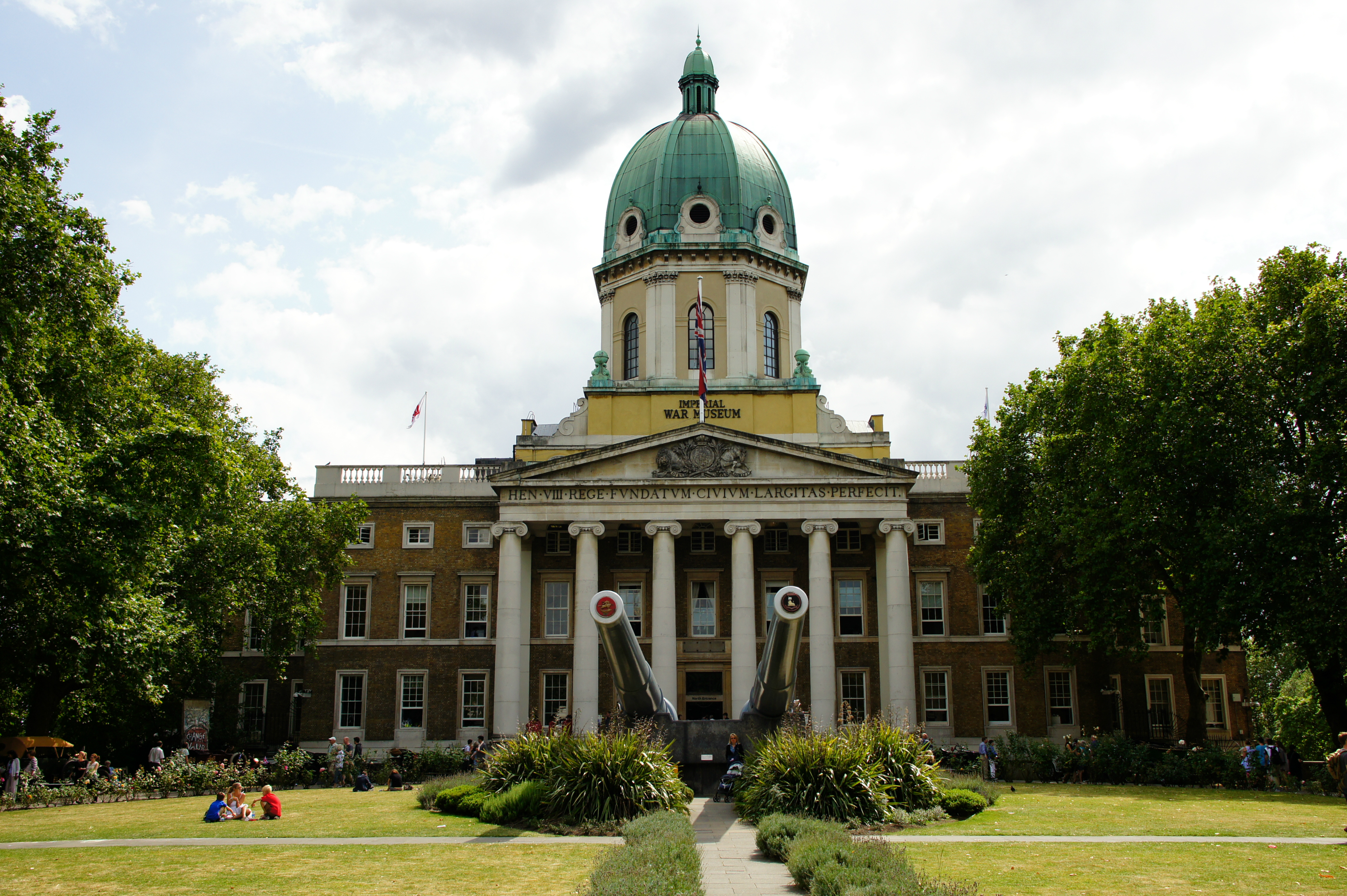
Het Imperial War Museum